# Apioscelis christianeae
Apioscelis christianeae is een rechtvleugelig insect uit de familie Proscopiidae. De wetenschappelijke naam van deze soort is voor het eerst geldig gepubliceerd in 2005 door Bentos-Pereira & Listre.